# 刀根早生
刀根早生（とねわせ）は、奈良県天理市発祥の渋柿の品種である。

## 概要
平核無柿の枝変わりで、普通の平核無柿より10～15日ほど早く実をつけ、9月半ばから10月半ばにかけて収穫できる早生の優良品種である。奈良県下をはじめ全国の産地に普及し、早生柿の主力となっている。

## 歴史
奈良県天理市萱生町の刀根淑民によって育成された。刀根の農園で、1959年（昭和34年）に伊勢湾台風で折れた平核無柿の樹の枝を、その根元から顔を出した若木に接ぎ木して育成したところ、他の枝より早く実がなる枝が偶然見つかった。県立農事試験場の協力により、その枝が突然変異の新品種であることが判明し、1980年に「刀根早生」として品種登録された。

## 特徴
- 平核無柿によく似て、果実の大きさは240gほど、形は偏平で四角に角張っており種はない。果皮の色は橙色で光沢がある。
- 渋柿なので、炭酸ガスなどを使って渋抜き処理をした「合わせ柿」「さわし柿」として出荷される。
- 平核無柿より10～15日ほど早く、9月下旬～10月上旬に収穫され、9月～10月下旬に出荷される。また今ではハウス栽培で7月はじめには店頭に並び始める。
- 果汁が豊富で、適度に柔らかくなめらかな食感と、甘みが強くまったりとした味わいは、老若男女を問わず広く好まれている。
- 脱渋しないものは、丁寧に干して渋を抜き、手作りの「あんぽ柿」に仕上げられる。

## 栽培
奈良県から日本各地に広がり、栽培されている。2010年（平成22年）の栽培面積および生産量は、和歌山県が全国1位で、全国の半分を生産する。次いで奈良県、新潟県となっている。